# スロバキア国民党
スロバキア国民党（ - こくみんとう、Slovenská národná strana, SNS) は、スロバキアの政党。

## 概要
1990年3月にスロバキア共和国の自立を掲げるナショナリズム政党として結成された。かつて存在した同名のスロバキア国民党のイデオロギー的後継を自認する。キリスト教、民族主義を党是として掲げているが、一般にはハンガリー系やロマ、同性愛者などマイノリティ排斥を主張する極右政党とみなされている。
1990年と1992年の選挙では、連邦議会両院とスロバキア国民評議会で議席を得た。1992年選挙後、民主スロバキア運動（HZDS）と共にスロバキア独立を主導した。選挙後、第2次ヴラジミール・メチアル政権に与党として参加、1994年選挙後もメチアル政権に参加したが、1998年国民議会選挙でスロバキア民主連合（SDK）を中心とする反メチアル連合が勝利したため、下野した。2002年選挙では党指導部の対立からSNSと真性スロバキア国民党（P-SNS）の二派に分裂、両党とも議席阻止条項である得票率5％を突破できず議席を失う結果となった。その後、分裂は解消され、2006年選挙では20議席を獲得、ロベルト・フィツォ率いる方向・社会民主主義（SMER-SD）を中心とした連立政権に与党として参加した。極右傾向が強いSNSの政権参加に対し、SMER-SDは一時期、欧州社会党の加盟資格を停止される事態となった。
2006年選挙では9議席の獲得に留まり、2012年選挙では得票率が5％（この選挙後に3%に改正）に届かず全議席を失った。2016年選挙では15議席を獲得し、国会に復帰した。しかし、2020年選挙では、得票率3%に届いたものの再び全議席を失った。

## 国民議会議席（150議席）の推移
- 1990年 - 22議席（得票率10.96％）
- 1992年 - 15議席（7.93％）
- 1994年 - 9議席（5.40％）
- 1998年 - 14議席（9.07％）
- 2002年 - 0議席（3.33％）
- 2006年 - 20議席（11.73％）
- 2010年 - 9議席（5.08％）
- 2012年 - 0議席（4.55％）
- 2016年 - 15議席（8.64％）
- 2020年 - 0議席（3.16％）

出典：中東欧･旧ソ連諸国の選挙データ、ポスト社会主義国の選挙･政党データ(ベータ版)、ジェトロビジネス短信 「総選挙で連立与党が大敗、第1党の中道右派政党に組閣を委任へ（スロバキア）」